# Peugeot Typ 122
Der Peugeot Typ 122 ist ein frühes Automodell des französischen Automobilherstellers Peugeot, von dem 1910 im Werk Audincourt 34 Exemplare produziert wurden.
Die Fahrzeuge besaßen einen Vierzylinder-Viertaktmotor, der vorne angeordnet war und über Kette die Hinterräder antrieb. Der Motor leistete aus 4.588 cm³ Hubraum 22 PS.
Es gab die Modelle 122 als Doppelphaeton und 122 A als Omnibus. Bei einem Radstand von 325,1 cm betrug die Spurbreite 145 cm. Die Karosserieform Doppelphaeton bot Platz für vier bis fünf Personen.